# Магат Ізраїль Симхович

Магат Ізраїль Симхович (1883-1937) -  лікар-терапевт, доктор медицини (1915).

## Біографія
Закінчив Харківський університет в 1909, де був залишений при шпитальній терапевтичній клініці до 1913.
Відтоді працював лікарем, водночас проводив дослідження у лабораторії загальних і експериментальних патології Харківського університету Член Харківського медичного товариства. В 1920 емігрував до Стамбула, працював у російському шпиталі, викладав у Російському народному університеті.
Згодом переїхав до Королівства Сербів, Хорватів і Словенців, служив військовим лікарем з 1922р. — у Німеччині З 1933 — у Парижі, був членом товариства російських лікарів імені. І. Мечникова. Вивчав вплив порушень функцій щитоподібних і навколощитоподібних залоз на ферменти.